# Trudno być bogiem
Trudno być bogiem (tytuł oryg. Трудно быть богом) – powieść z 1964 autorstwa Arkadija i Borysa Strugackich. Osadzona w stworzonym przez nich wszechświecie (jak treść większości ich książek), gdzie zjednoczona ludzkość wolna od chorób, niewiedzy, dogmatów religii, chciwości i głodu, dzięki nauce i rozwojowi technicznemu, bada otaczający ją kosmos starając się nieść w nim ideały humanizmu, wolności i oświecenia. Swoistą kontynuacją tej powieści jest sztuka, napisana także przez Strugackich.

## Polskie wydania
- 1974 Iskry; razem z opowiadaniem Drugi najazd Marsjan; tłum. Irena Piotrowska
- 1983 Czytelnik; razem z opowiadaniem Drugi najazd Marsjan; tłum. Irena Piotrowska
- 1996 S.R.; razem z posłowiem Lecha Jęczmyka
- 2008 Prószyński i S-ka; tłum. Irena Piotrowska

## Ekranizacje
- 1990 Trudno być bogiem (Es ist nicht leicht ein Gott zu sein); reż. Peter Fleischmann, w roli głównej Edward Żentara
- 2013 Trudno być bogiem (Trudno byt' bogom); reż. Aleksiej German

## Treść książki
Książka opowiada o losach ziemskiego historyka wysłanego w celu badania humanoidalnej cywilizacji, istniejącej na jednej z odkrytych planet, gdzie panują warunki porównywalne z ziemskim średniowieczem. Pełniąc jedynie rolę agenta doskonale wtopionego w otaczającą go rzeczywistość, Rosjanin Anton noszący na badanej planecie nazwisko Don Rumata, może być tylko wykonawcą narzuconych mu rozkazów. Nie może kierować się swoimi emocjami, czy też osobistymi sympatiami. Jednak prymitywne i okrutne warunki panujące w Arkanarze, są dla niego codzienną i trudną próbą charakteru. A gdy dojdzie do tego jeszcze miłość do niezwykłej kobiety, mieszkanki planety o imieniu Kira, bohater zbuntuje się przeciw narzuconym mu przez ziemską misję ograniczeniom, starając się zmienić na własną rękę otaczającą go rzeczywistość.

## Przesłanie
Podstawową, uniwersalną ideą książki jest przekaz, że nigdy nie przestaniemy być ludźmi. Dążąc do wyznaczonego może i najbardziej szlachetnego celu, bez oglądania się na koszty, wedle zasady cel uświęca środki, gdzieś gubimy swoje człowieczeństwo. Niczym robot z zaprogramowaną misją, walec historii lub... Bóg. Jednak gdy nawet w imię tego człowieczeństwa odrzucimy wszystko co nas ogranicza i tak możemy ponieść klęskę. Trudno być bogiem, ale jeszcze trudniej być człowiekiem.